# Dickschnabellerche

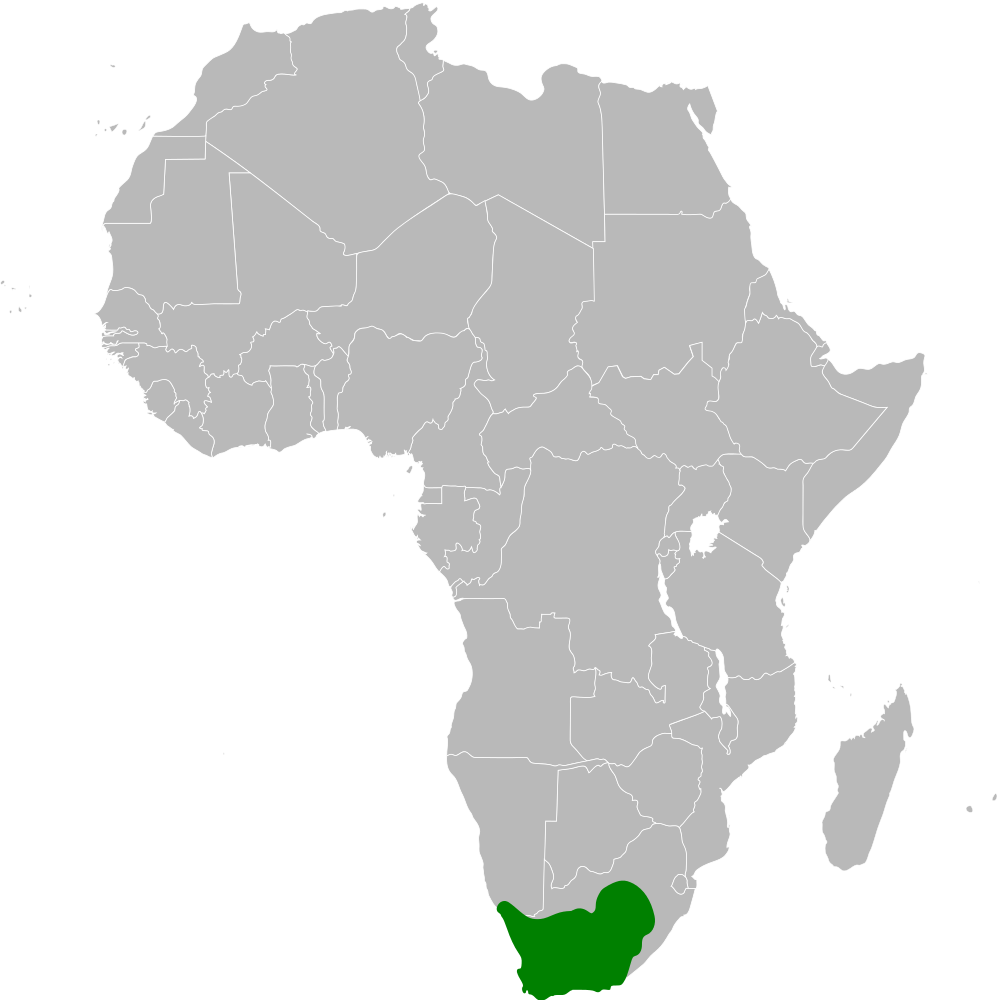
Verbreitungsgebiet der Dickschnabellerche

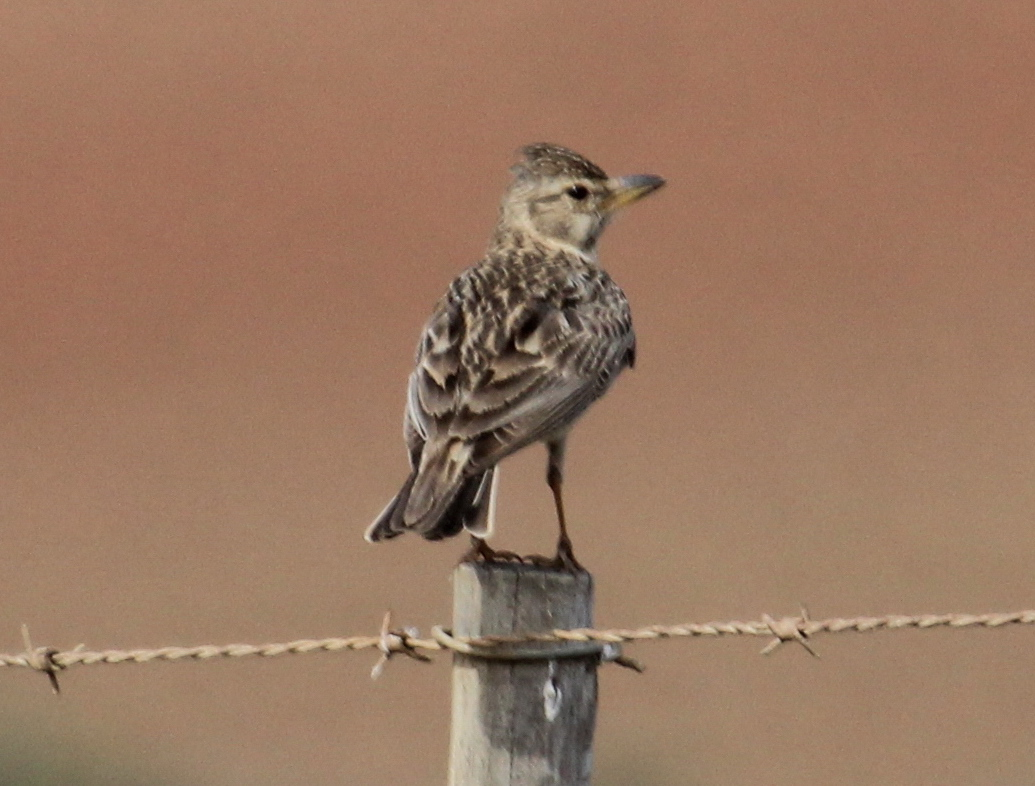
Dickschnabellerche

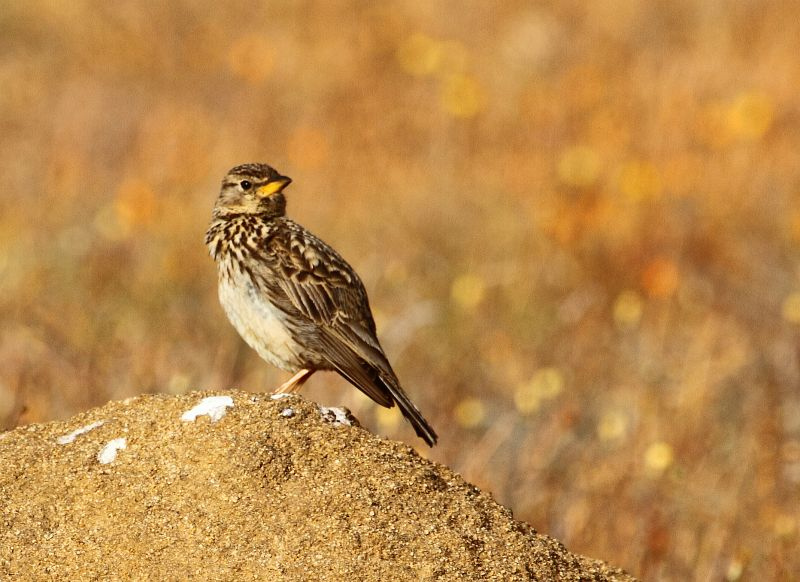
Dickschnabellerche, Namaqua-Nationalpark

Die Dickschnabellerche (Galerida magnirostris) ist eine Art aus der Familie der Lerchen. Ihr Verbreitungsgebiet liegt im Süden Afrikas.
Die Bestandssituation der Dickschnabellerche wird von der IUCN mit ungefährdet (least concern) eingestuft.

## Merkmale
Die Dickschnabellerche erreicht eine Körperlänge von etwa 18 Zentimetern, wovon 5,8 bis 6,1 Zentimeter auf den Schwanz entfallen. Die Schnabellänge beträgt vom Schädel aus gemessen 1,87 bis 2,35 Zentimeter. Sie wiegt bis zu 48 Gramm.  Es besteht kein auffallender Geschlechtsdimorphismus.
Die Dickschnabellerche hat innerhalb der Gattung  Galerida den kräftigsten Schnabel. Die wurzelseitige Hälfte des Unterschnabels ist deutlich gelbbräunlich, während der vordere Schnabelteil deutlich dunkler ist. Die Nasenlöcher sind mit kleinen Federchen bedeckt. Die Haubenfedern sind deutlich kürzer und breiter als bei den anderen Arten der Gattung.
Die Körperoberseite ist bräunlich mit einer schwärzlichen Strichelung, die am Hinterhals und am Bürzel am wenigsten ausgeprägt sind. Die Oberschwanzdecken sind graubraun, die einzelnen Federn habe eine dunkle Mitte. Der Hals weist zarte weißliche Stricheln auf, auch der Überaugenstreif ist weißlich. Das Kinn und die Kehle sind weißlich, bei einigen Individuen leicht dunkel gesprenkelt. Die weißliche Brust hat bei vielen Individuen einen gelblichen oder gelblich-rötlichen Ton und weist eine dunkle Strichelung auf. Die Körperoberunterseite ist weißlich bis gelblich. Die Hand- und Armschwingen sind dunkelbraun, die Außenfahnen sind jeweils hell gesäumt und ebenso sind die Federspitzen aufgehellt. Der Schwanz ist dunkelbraun, die Außenfahne der sechsten (äußersten) Steuerfeder ist schmal gelblich-braun bis weißlich gesäumt.

## Verwechselungsmöglichkeiten
Im Verbreitungsgebiet der Dickschnabellerche kommt auch die Kap-Langschnabellerche vor, die der Dickschnabellerche in Größe und Gefiederfärbung gleicht. Die Dickschnabellerche hat jedoch den deutlich kräftigeren Schnabel, der eine gelbliche Schnabelbasis hat. Erregte Dickschnabellerchen haben außerdem etwas verlängerte Haubenfedern, die sie anders als die Langschnabellerche zu einer kleinen Haube aufstellen können.

## Verbreitungsgebiet und Lebensraum
Die Dickschnabellerche kommt im südwestlichen Namibia sowie im südlichen und südwestlichen Südafrika vor. Sie ist im gesamten Verbreitungsgebiet ein Standvogel.
Ihr Lebensraum sind Steppen und Halbwüsten von der Ebene bis ins Bergland. Sie kommt auch auf Kultursteppen vor.

## Lebensweise
Die Nahrung der Dickschnabellerche besteht überwiegend aus Insekten. Daneben frisst sie Sämereien und Pflanzentriebe. Nestlinge werden vorwiegend mit Käferlarven gefüttert.
Der Gesang wird vom Boden oder während des Singfluges vorgetragen. Als Ansitzwarte während des Bodengesanges wählt die Dickschnabellerche typischerweise Zweige, Zäune, Steine oder Erdhügel. Beim Singflug steigt das Männchen 15 bis 20 Meter hoch, zieht dann singend Kreise und lässt sich dann mit geschlossenen Flügeln wieder herabfallen.
Die Dickschnabellerche ist wie alle Lerchenarten ein Bodenbrüter. Sie errichtet ein typisches Lerchennest im Schutz von Grasbüscheln oder Büschen. Das Nest wird mit Wolle, Federn und feinem Pflanzenmaterial ausgelegt. Das Gelege umfasst zwei bis vier Eier. Beide Elternvögel sind an der Fütterung der Jungvögel beteiligt.

## Einzelbelege
1. 1 2  Pätzold: Kompendium der Lerchen. S. 335.
2. ↑  Pätzold: Kompendium der Lerchen. S. 336.
3. ↑  Pätzold: Kompendium der Lerchen. S. 337.